# Lánská (Praha)
Lánská je ulice v Kyjích na Praze 14, její západní část tvoří hranici s Hloubětínem. Spojuje ulice Tálínskou a Oborskou. Její východní část má přibližný tvar čtvrtkruhu, pak se láme a její západní úsek rovně vede severozápadním směrem. Ulice je ve svahu, od Tálinské vzrůstá nadmořská výška přibližně o 15 metrů.
Nazvána je podle východočeského Lánského rybníka u Svitav. Patří do velké skupiny ulic na východě Hloubětína a v Kyjích, jejichž názvy připomínají vodstvo. Do roku 1968, kdy byly Kyje připojeny k Praze, se jmenovala Na Výsluní. Název pravděpodobně odrážel polohu ulice.
Na severní straně ulice jsou rodinné domy se zahradami, na jižní straně pod svahem je restaurace, hřiště a dětské hřiště. Na západní hloubětínské straně jsou chaty v zahrádkářské osadě. Ulice je opatřena chodníkem ze zámkové dlažby. Západní úsek je užší a je neprůjezdný. Z místa, kde se ulice láme, vybíhá nezpevněná cesta západním směrem do zahrádkářské kolonie a pěší cesta jihovýchodním směrem do Tálínské směrem  k viaduktu železniční trati 011.